# 主显圣容主教座堂 (切尔尼戈夫)
主显圣容主教座堂 (烏克蘭語：Спасо-Преображенський собор)是乌克兰切尔尼戈夫最古老的建筑物，以及少数幸存的古罗斯建筑之一， 座落在 Dytynets 公园。

## 历史
该堂由古罗斯王公姆斯季斯拉夫·弗拉基米罗维奇 (切尔尼戈夫)创建，1036年姆斯季斯拉夫去世时，墙的高度等于一个骑手的高度。目前尚不清楚工程何时完成。姆斯蒂斯拉夫埋葬在教堂里。在1239年蒙古征服基輔羅斯期间，主显圣容主教座堂受到破坏，17世纪中期修复，18世纪烧毁，后来再次修复。现在的外观源自19世纪末。，
这座建筑与众不同，因为它结合了罗马巴西利卡和典型的拜占庭教堂的元素。它有三个中殿、三个后殿和五个穹顶。主立面两侧有两座塔楼。，
1989年以来，该堂列入联合国教科文组织世界遗产暂定名单。